# نه فرشته‌ام نه شیطان
نه فرشته‌ام نه شیطان Beyond Any Form یکی از آلبوم‌های رسمی استودیویی همایون شجریان و تهمورس پورناظری است که در اسفند ۹۲ توسط ایران‌گام با ۸ قطعه اصلی با تیراژ ۵۰ هزار نسخه‌ای منتشر شد.
این آلبوم در برکلی، لس آنجلس، استانبول و تهران ضبط شده است، آهنگسازی کل قطعات از تهمورس پورناظری می‌باشد، تنظیم آن نیز از تهمورس پورناظری، و آهنگساز معروف آمریکایی دیوید گارنر
می‌باشد. هرکدام از قطعه‌های این آلبوم با آهنگسازی، سازبندی، تنظیم و فرم‌های مختلف آهنگسازی کار شده است. تمام قطعه‌های این آلبوم با کلام هستند و شعرها نیز از میان آثار شاعرانی چون مولانا، محمدرضا شفیعی کدکنی، هومن ذکائی، سیمین بهبهانی و حسین منزوی انتخاب شده‌اند. صدرالدین حسین‌خانی تهیه‌کننده آلبوم «نه فرشته‌ام، نه شیطان» دربارهٔ سرمایه تهیه این آلبوم گفت: «۱۲۰ هزار دلار برای آغاز ضبط آلبوم سرمایه‌گذاری کردیم که مربوط به ۳ سال پیش است و تاکنون حدود ۲۰۰ هزار دلار برای این آلبوم سرمایه‌گذاری شده است.» مراسم رونمایی آلبوم در روز سه‌شنبه ۲۰ اسفند در تالار وحدت تهران برگزار شد.

## مراسم رونمایی آلبوم
از این آلبوم بیستم اسفند در تالار وحدت تهران رونمایی شد. تالار وحدت در این روز میزبان چهره‌های سرشناسی از اهالی موسیقی، سینما، ادبیات و تئاتر بود. همچنین جمع کثیری از عکاسان و خبرنگاران برای پوشش این مراسم که سبک برگزاری متفاوتی نسبت به برنامه‌های مشابه داشت حضور بهم رسانده بودند. اجرای این برنامه بر عهده سحر دولتشاهی بود و در آن نیز کلیپ‌هایی با بازی بازیگرانی چون باران کوثری، سحر دولتشاهی و مهرداد صدیقیان از قطعات آلبوم پخش شد.
همایون شجریان در این مراسم گفت: «حدود سه سال و نیم قبل که با تهمورس تصمیم بر انجام یک کار مشترک گرفتیم هدف ما شکل گرفتن این کار با یک وسواس زیاد بود و اینکه زمانی برای آن متصور نشویم. این اتفاق افتاد و همه این زحمات هم بر دوش تهمورس قرار گرفت. من و تهمورس با وسواس زیاد اشعار را انتخاب کردیم.» تهمورس پورناظری در ادامه افزود: «من در این کار فقط یک هدف داشتم و به آن هم رسیده‌ام. قصد داشتم بین موسیقی خودم و صدای همایون و مخاطبان یک رابطه دلی ایجاد کنم. به جز اینکه یک عشقی بین من و شنونده کارها باشد، هیچ هدف دیگری نبوده است.»

## نقد اثر
آلبوم نه فرشته ام نه شیطان ممکن است برای آن عده که موسیقی سنتی ایران را محدود به ردیف آوازی و گوشه‌های به جا مانده از آن می‌دانند چندان رضایت بخش نباشد. اما برای مخاطبینی که موسیقی را فارغ از سبک و دسته‌بندی‌ها می‌شنوند می‌تواند مقدمه‌ای درخور برای آشنایی بیشتر با بدنه اصلی این هنر غنی ایرانی باشد.

## قطعات آلبوم
| # | نام        | ترانه‌سرا            | مدت زمان |
| - | ---------- | ------------------- | -------- |
| ۱ | چرا رفتی   | سیمین بهبهانی       | ۵:۲۰     |
| ۲ | درون آینه  | حسین منزوی          | ۶:۱۰     |
| ۳ | دل به دل   | هومن ذکائی          | ۵:۳۶     |
| ۴ | کُولی       | سیمین بهبهانی       | ۵:۰۷     |
| ۵ | همه هیچم   | حسین منزوی          | ۵:۳۸     |
| ۶ | چونی بی من | مولانا              | ۷:۳۳     |
| ۷ | شتک        | حسین منزوی          | ۵:۲۳     |
| ۸ | در حصار شب | محمدرضا شفیعی کدکنی | ۷:۲۴     |

## جوایز
جایزه باربد بهترین آلبوم سال ۱۳۹۴ از جشنواره موسیقی فجر

## پدیدآورندگان
| آهنگساز:   | تهمورس پورناظری     | تهمورس پورناظری                                                                               |
| خواننده:   | همایون شجریان       | همایون شجریان                                                                                 |
| نوازندگان: | تار/بربت/سه تار/دف  | تهمورس پورناظری                                                                               |
| نوازندگان: | کمانچه/سه تار       | سهراب پورناظری                                                                                |
| نوازندگان: | سنتور               | مهیار طریحی                                                                                   |
| نوازندگان: | کوزه/کی ک           | شهاب پارنج                                                                                    |
| نوازندگان: | سه تار              | کاوه گرایلی                                                                                   |
| نوازندگان: | سیتار               | شجاعت حسین خان                                                                                |
| نوازندگان: | دودوک               | پدرو اوستاچه                                                                                  |
| نوازندگان: | گیتار               | رامون استگنارو                                                                                |
| نوازندگان: | داربوکا/بندیر       | محمد آکاتای                                                                                   |
| نوازندگان: | گیتار باس           | جیمی جانسون                                                                                   |
| نوازندگان: | کاخن/جبم بی/طبل باس | جان ویک فیل                                                                                   |
| نوازندگان: | ویولن               | فیلیپ برزینا، استفنی بیبو، دیوید ریدر، پیتر ماسک، جوری فنکوچن، ناتالی کاردوچی، نیومی لفرنایس، |
| نوازندگان: | ویولا               | ایوان باتمر، نیلز بالتمن، کلیو تیلتن، الیزابت چیهو                                            |
| نوازندگان: | ویلنسل              | شین کاراسکو، جوان د مارس                                                                      |
| نوازندگان: | کنترباس             | آندره گرباتنکو، راب اشلی، آلدن کوهن                                                           |
| نوازندگان: | پیانو               | ست اوسبورن                                                                                    |
| نوازندگان: | کر                  | روشنک کی منش، سمیرا محسنی                                                                     |